# Militärseelsorgevertrag

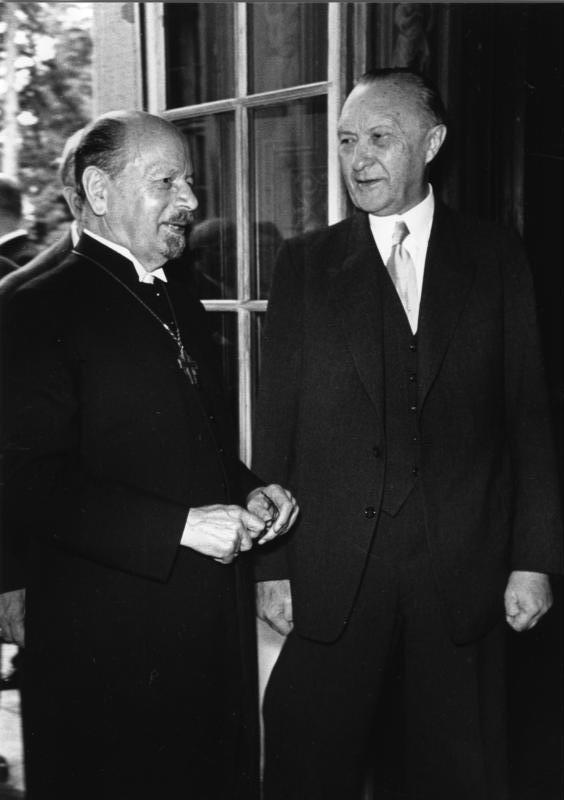
Unterzeichnung des Militärseelsorgevertrages durch Otto Dibelius (links) und Konrad Adenauer

Der Militärseelsorgevertrag wurde 1957 zwischen der Bundesrepublik und der Evangelischen Kirche in Deutschland (EKD) geschlossen und stellt die Grundlage für die evangelische Militärseelsorge in der Bundeswehr der Bundesrepublik Deutschland dar.
Am 22. Februar 1957 unterzeichneten Bundeskanzler Konrad Adenauer (CDU), Verteidigungsminister Franz Josef Strauß, der EKD-Ratsvorsitzenden Otto Dibelius und der Leiter der Kirchenkanzlei Heinz Brunotte den Vertrag als Grundlage für die evangelische Seelsorge in der Bundeswehr.
Zum ersten nebenamtlichen Militärbischof wurde Hermann Kunst im Dezember 1957 vom Rat der EKD ernannt. Es folgten 1972 Sigo Lehming, 1985 Heinz-Georg Binder, 1994 Hartmut Löwe, 2003 Peter Krug, 2008 Martin Dutzmann, 2014 Sigurd Rink und 2020 Bernhard Felmberg.
Vorangegangen waren seit Beginn der 50er Jahre vertraulich geführte Sondierungsgespräche über eine künftige Militärseelsorge. Sie erfolgten unter Missbilligung der Kreise um Martin Niemöller, da sie mit der Wiederbewaffnung verbunden waren. Der vom Rat der EKD gebildete „Ausschuss für Fragen des Aufbaus einer Militärseelsorge in etwaigen deutschen Streitkräften“ lehnte bereits in seiner ersten Sitzung am 13. Oktober 1953 eine „exemte“ Militärseelsorge ab. Aus den Erfahrungen der früheren Praxis einer dem Staat unterstellten Militärkirche und dem staatlichen Missbrauch der Seelsorge in den zwei Weltkriegen, erklärte der Vertrag die  Militärseelsorge als von staatlicher Einflussnahme unabhängig. Der Staat sollte nur für den organisatorischen und finanziellen Rahmen sorgen. Das besondere an dem Vertrag war u. a., dass erstmals die EKD und nicht eine ihrer Gliedkirchen damit ein kooperatives Verständnis von Staat und Kirche zum Ausdruck brachte.
Die Militärseelsorge galt als wichtiges Instrument zur seelsorgerischen Betreuung und kirchlichen Erreichung der Soldaten sowie zur Stärkung der Moral der Truppe. Aus Sicht der Kirche und des Staates hat sich die vertragliche Regelung von 1957 bewährt.
Die evangelischen Kirchen der DDR traten wohl aus Protest gegen die staatlichen Repressionen ebenfalls diesem Vertrag 1957 bei. Erst mit der Beilegung der Konflikte am 21. Juli 1958, in denen den DDR-Kirchen Gewissensfreiheit und staatliche geschützte Religionsausübung zugesichert wurde, traten sie aus dem Militärseelsorgevertrag wieder aus.
Rechtsgrundlage für die Arbeit der katholischen Militärseelsorger in der Bundeswehr ist das Reichskonkordat von 1933.
Gustav Heinemann kritisierte den Vertrag und vertrat die Auffassung, dass die Seelsorger der Soldaten nicht staatliche, sondern kirchliche Pfarrer hätten sein sollen.